# Estevelles
Estevelles är en kommun i departementet Pas-de-Calais i regionen Hauts-de-France i norra Frankrike. Kommunen ligger i kantonen Harnes som tillhör arrondissementet Lens. År 2022 hade Estevelles 2 002 invånare.

## Befolkningsutveckling
Antalet invånare i kommunen Estevelles
| Referens: INSEE |